# Eitel-Frédéric Ier de Hohenzollern-Hechingen
Titre
Comte de Hohenzollern-Hechingen
28 mars 1576 – 16 janvier 1605
(28 ans, 9 mois et 19 jours)

Eitel-Frédéric Ier de Hohenzollern-Hechingen, ou Eitel-Frédéric IV de Hohenzollern (en allemand Eitel-Friedrich Ier von Hohenzollern-Hechingen), né à Sigmaringen le 7 septembre 1545 et décédé à Hechingen le 16 janvier 1605, est le premier comte de Hohenzollern-Hechingen de 1576 à 1605.

## Famille et biographie
il est le fils aîné survivant de Charles Ier de Hohenzollern (1516-1576) et de Anne de Bade-Durlach (1512-1579). Il fait bâtir le château d'Hechingen de style Renaissance, ainsi que d'autres édifices à vocation religieuse et hospitalière autour de son fief, lequel est considéré comme un centre culturel. Son goût pour les arts lui a conféré le surnom de "Magnifique" ("Der Prächtige"). Une plaque funéraire en bronze recouvre son cœur dans l'église Sankt Luzen  à Hechingen, elle porte l'inscription suivante : "Ubi thesaurus meus, ibi cor meum".

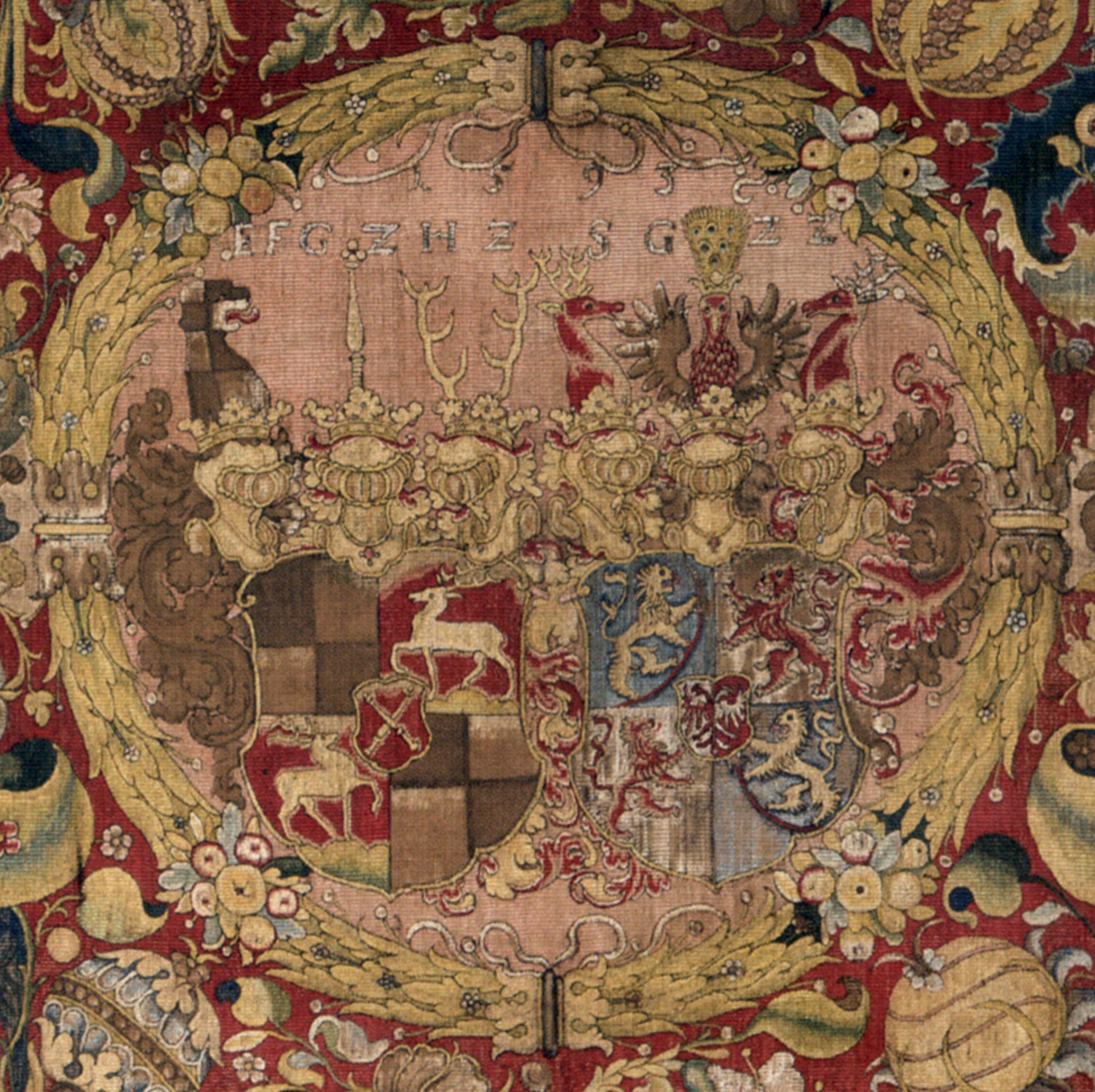
Détail de la Tapisserie représentant l'union Hohenzollern-Hechingen - Zimmern c1575

### Mariages et descendance
Eitel-Frédéric Ier de Hohenzollern-Hechingen épouse en premières noces à Sigmaringen par contrat conclu le 22 juin 1568 Véronique von Ortenburg († 23 mars 1573), fille de Charles I Comte von Ortenburg et de Maximilienne von Frauenberg zum Haag. Ce mariage est demeuré sans postérité.
Veuf, Eitel-Frédéric Ier de Hohenzollern-Hechingen épouse en secondes noces à Messkirch le 5 février 1574 Sibilla von Zimmern, née à Messkirch le 8 octobre 1558, décédée à Hechingen le 8 octobre 1599, fille de Froben Christoph von Zimmern (de) (1519-1566) et de Kunigunde von Eberstein (1524-1601)
Quatre enfants sont nés de cette union :
- Ernest de Hohenzollern-Hechingen (né en 1575- mort jeune)

- Jean Georges de Hohenzollern-Hechingen, comte puis prince de Hohenzollern-Hechingen (1577-1623), lequel succède à son père.

- Maximilienne de Hohenzollern-Hechingen (née à Hechingen le 2 novembre 1580, y décédée le 24 juillet 1633), sans alliance.

- Jeanne de Hohenzollern-Hechingen (née en 1581- décédée à Ranshofen le 26 avril 1634), en 1602, elle épouse le prince Jean de Hohenzollern-Sigmaringen (1578-1638).

De nouveau veuf, Eitel-Frédéric Ier de Hohenzollern-Hechingen épouse en troisièmes noces vers le 1er mars 1601 Jeanne von Eberstein († à Ranshofen le 22 avril 1633), fille de Philippe II Comte von Eberstein et de Catherine von Stolberg-Wertheim. Ce dernier mariage est resté sans postérité.

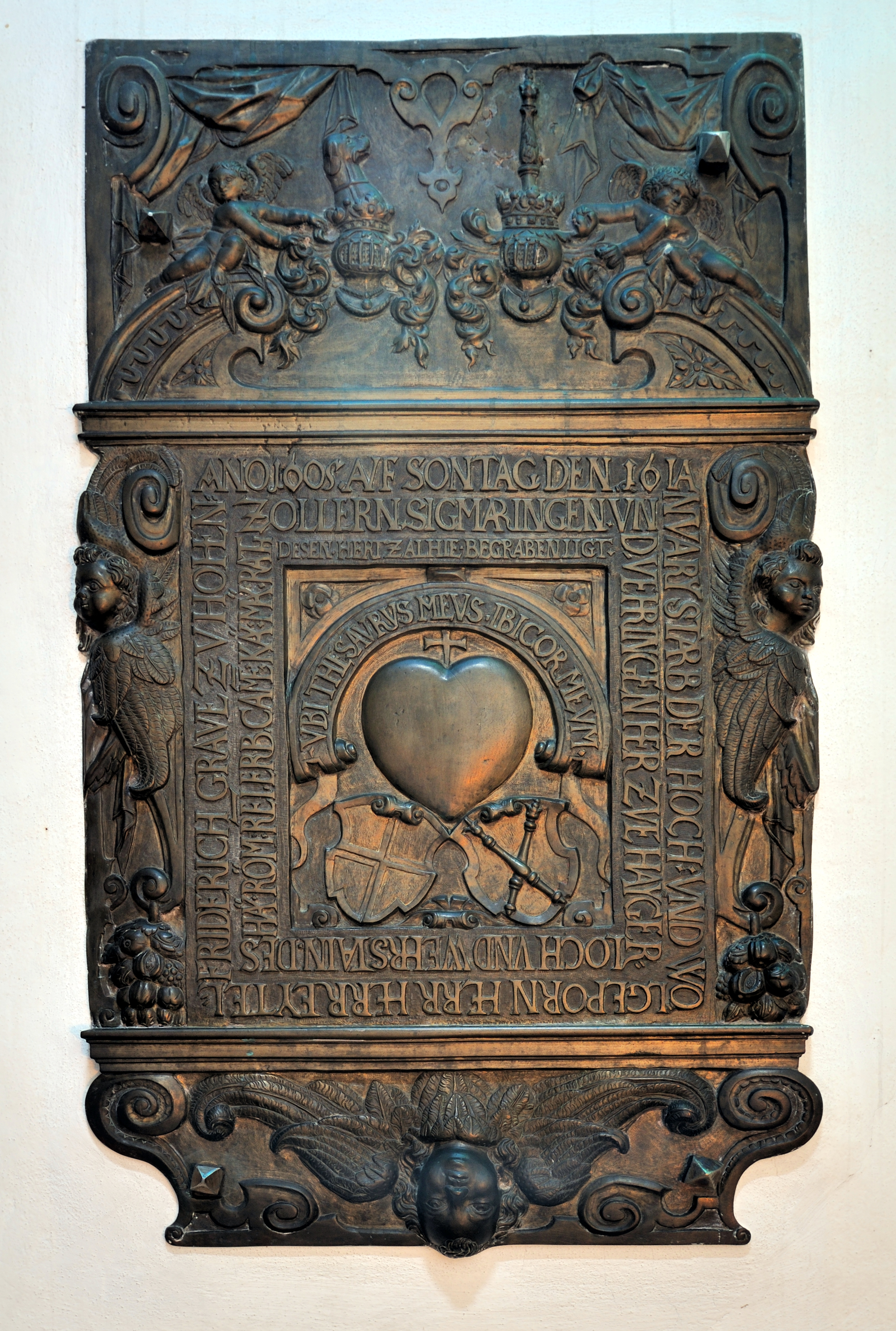
Hechingen - Klosterkirche St. Luzen

## Origine de sa Maison
À la mort de son père - en 1576 - le comté de Hohenzollern est partagé entre les trois frères : 
- Eitel-Frédéric Ier de Hohenzollern-Hechingen reçoit le Comté d'Hechingen
- Charles II de Hohenzollern-Sigmaringen reçoit le Comté de Sigmaringen
- Christophe de Hohenzollern-Haigerloch reçoit le Comté de Haigerloch.

Il fonde alors la lignée des Hohenzollern-Hechingen.

## Généalogie
Eitel-Frédéric Ier de Hohenzollern-Hechingen appartient à la quatrième branche (lignée Hohenzollern-Hechingen) issue de la première branche de la Maison de Hohenzollern. Cette lignée appartient à la branche souabe de la Maison de Hohenzollern, elle s'éteint en 1869 à la mort de Constantin de Hohenzollern-Hechingen.